# Іванна Антід-Туре
Іванна Антід-Туре (фр. Jeanne Antide Thouret; 27 листопада 1765, Сансе-ле-Лон під Безансон — 24 серпня 1826, Неаполь) — свята римо-католицької церкви, монахиня, засновниця жіночої чернечої конгрегації «Сестри Божественного Милосердя» (SDC).

## Життєпис
Дочка гарбаря, п'ята дитина в сім'ї. Жанна після смерті матері у шістнадцять років фактично взяла на себе турботи по будинку. У двадцять років вона була прийнята в паризьку громаду Сестер Милосердя св. Вікентія де Поль. Коли почалася революція, вона ще була послушницею і зуміла втекти з Парижа. Втім, вдома вона виявила, що один з її братів став полум'яним революціонером. Жанна організувала невелику приватну школу, де не тільки вчили дітей, але й ховали священників від гонінь, здійснювали підпільні богослужіння.
Проте, у 1796 році їй самій довелося тікати до Швейцарії від можливого арешту, і тільки в 1799 році вона повернулася до Франції. Тут, у Безансон, вона організувала школу, навколо якої згодом утворилося невелике сестринство, що містило благодійну кухню і нічліг. Місцевий єпископ заохочував Жанну, але в 1810 році вона прийняла запрошення Мюрата очолити госпіталь в Неаполі.
У 1818 році Папа Пій VII затвердив статут Дочок Милосердя під заступництвом св. Вікентія (так назвали конгрегацію, що виросла за багато років з первісної общини). Але цей успіх обернувся трагедією, тому що статут доручав місцевим єпископам нагляд за громадами Дочок Милосердя, а з цих єпископів багато хто ставився до діяльності Жанни підозріло і ревниво. В останні роки життя їй заважали керувати французькими громадами, навіть безансонською, найріднішою, і вона засновувала нові монастирі тільки в Італії, де й померла.
Канонізована 1934 року.
День пам'яті — 25 серпня.